# Finley (Wisconsin)
Finley è un comune degli Stati Uniti, situato in Wisconsin, nella Contea di Juneau.